# Ivica Žunić
Ivica Žunić (ur. 11 września 1988 w Jajcach, Jugosławia) – chorwacki piłkarz, grający na pozycji pomocnika.

## Kariera piłkarska

### Kariera klubowa
Wychowanek NK Elektrobosna Jajce. Karierę piłkarską rozpoczął w składzie bośniackiego klubu HNK Tomislav Tomislavgrad. Na początku 2008 przeszedł do austriackiego 1. Simmeringer SC, a latem 2008 przeniósł się do SV Markt Sankt Martin. Zimą 2009 został wypożyczony na pół roku do SV Donau Langenlebarn. Od 2010 bronił barw drugich drużyn FK Austrii Wiedeń i SV Mattersburg. W lipcu 2011 zasilił skład SV Stegersbach. W sierpniu 2012 został piłkarzem GKS Tychy. 24 lipca 2014 podpisał kontrakt z Wołyniem Łuck. Po zakończeniu sezonu 2015/16 przeniósł się do rosyjskiego FK Orenburg. 18 sierpnia 2017 zasilił skład Czornomorca Odessa. 1 czerwca 2018 opuścił odeski klub, a 16 lipca 2018 został piłkarzem FK Atyrau.